# Das Lumpengesindel

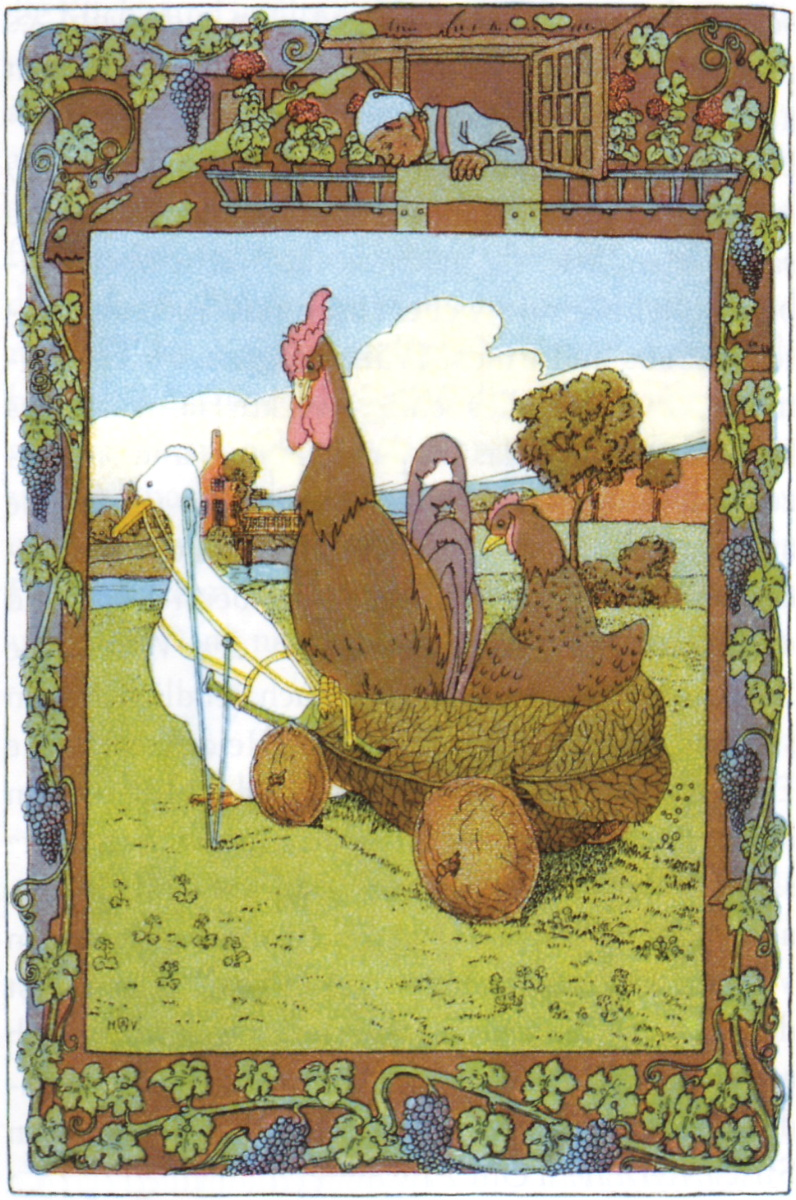
Illustration zu „Das Lumpengesindel“ von Heinrich Vogeler

Das Lumpengesindel ist ein Schwank. Er steht in den Kinder- und Hausmärchen der Brüder Grimm an Stelle 10 (KHM 10). Es handelt sich um den Aarne-Thompson Typ 210 (Die reisenden Tiere und der böse Mann). Ein weiteres Märchen dieser Art ist „Herr Korbes“.

## Inhalt
Ein Hahn und ein Huhn gehen in die Berge, um Walnüsse zu essen, aber sie sind zu faul, um nach Hause zurück zu laufen. Sie bauen einen Wagen aus Walnussschalen. Als sie darüber streiten, wer den Wagen ziehen soll, kommt eine Ente vorbei. Die Ente ärgert sich darüber, dass der Hahn und das Huhn die Walnüsse ohne Erlaubnis gefressen haben. Die Ente will sie für den Nussdiebstahl bestrafen, es kommt zum Kampf. Die Ente verliert und wird zur Strafe gezwungen, den Wagen zu ziehen. Unterwegs nehmen sie eine Stecknadel und eine Nähnadel als Passagiere mit. Sie kehren bei einem Wirt ein, indem sie ihm ein Ei und die Ente versprechen. Der Gastwirt lässt sie nur ungern über Nacht bleiben, willigt in den Handel allerdings ein. Sie essen und trinken ausgiebig und gehen zu Bett. Am nächsten Morgen wachen der Hahn und das Huhn früh auf, stechen ein Loch in das Ei, trinken dessen Inhalt und werfen die Schale weg. Dann stecken sie die Nähnadel in den Sessel und die Stecknadel in das Handtuch des Wirts und fliehen. Die Ente wacht eine Weile später auf und läuft ebenfalls davon. Ein paar Stunden später wird der Gastwirt wach. Er wäscht sich das Gesicht. Doch als er versucht, sich mit dem Handtuch abzutrocknen, kratzt er sich mit der Nadel, die darin steckt, das Gesicht auf. Als er in die Küche zum Herd geht, um seine Tabakspfeife anzuzünden, fliegen dem Wirt die Eierschalen in die Augen. Er ist wütend und will sich in seinen Sessel setzen, da sticht ihn aber die Nähnadel ins Gesäß. Der Wirt schwört, nie wieder so ein Lumpengesindel aufzunehmen, das so viel isst und trinkt, aber seine Rechnung nicht bezahlt.

## Herkunft
Das Märchen stammt aus Paderborn. Das Schwankmärchen steht in den Kinder- und Hausmärchen ab der 1. Auflage von 1812 als Nr. 10. Grimms Anmerkung lautet aus dem Paderbörnischen (wohl 1812 von August von Haxthausen) und nennt zum Vergleich KHM 41 Herr Korbes, KHM 27 Die Bremer Stadtmusikanten sowie Firmenichs deutsche Mundarten 91. 92. In diesem Märchen sind neben Menschen und Tieren auch leblose Dinge Charaktere z. B. die Stecknadel und die Nähnadel. Dies zeigt sich auch in Strohhalm, Kohle und Bohne (KHM18), sowie Von dem Mäuschen, Vögelchen und der Bratwurst (KHM23), Herr Korbes (KHM41) und Der Herr Gevatter (KHM42).

## Parodie
In Janoschs Parodie erschleichen sich Hahn und Henne einen Sitzplatz in der Straßenbahn, klauen einem alten Mann sein Bier und machen sich auf der Heimfahrt im Taxi breit, das sie nicht bezahlen. Sie erschien auch als Bildband und wurde in Janoschs Traumstunde gezeigt (Episode 7).